# John Kundla
John Albert Kundla (3 de julho de 1916 – 23 de julho de 2017) foi um treinador de basquetebol profissional. O seu principal momento na vida foi quando dirigia o Minneapolis Lakers (hoje Los Angeles Lakers), sendo o primeiro da dinastia histórica da equipe. Kundla conseguiu levar os Lakers a cinco títulos em seis temporadas. Ao todo, dirigiu o time por 11 temporadas, com um recorde de 423-302. Ele mais tarde retornou a Universidade de Minnesota, onde permaneceu durante nove anos. É considerado um dos melhores treinadores da sua época.